# Устьє (Спаський район)
У́стьє (рос. Устье) — село складі Спаського району Пензенської області, Росія.
Населення — 438 осіб (2010; 478 у 2002).
Національний склад станом на 2002 рік:
- росіяни — 91 %